# Biserica Greco-Catolică din Câmpia Turzii (Ghiriș-Arieș)
Biserică Greco-Catolică din Ghiriș-Arieș (azi Câmpia Turzii) a fost înălțată între anii 1910-1912 din cărămidă și piatră, în locul uneia din lemn, strămutată în localitatea învecinată Hărăstaș (în prezent Călărași).

## Istoric
Terenul a fost achiziționat în anul 1910 de către parohia greco-catolică, în baza unei înțelegeri cu un comerciant evreu din localitate. Biserica este ridicată din piatră și cărămidă. Cărămizile s-au confecționat și ars, prin muncă obștească, în locul viran al cimitirului de atunci (între timp desființat ), de lângă vechea biserică greco-catolică din lemn, loc unde se afla o baltă din care s-a luat apa necesară confecționării. Piatra pentru fundație s-a transportat de la cariera de calcar de la Săndulești, iar balastul și nisipul de la Arieș, toate cărăușiile făcându-se de către enoriași, prin organizarea de clacă.
Lăcașul avea inițial o singură navă, în formă dreptunghiulară, și un turn, ambele clopote aparținând vechii biserici de lemn, de la care au fost strămutate. În anul 1917, în plin război, clopotul cel mare, din ordinul autorităților locale maghiare, a fost aruncat din turn în stradă și confiscat pentru fabricarea de obuze de tun necesare frontului. După război clopotul a fost înlocuit cu un altul nou, mai mare, cumpărat de credincioșii greco-catolici. De menționat că până în 1948 marea majoritate a românilor din Câmpia Turzii erau greco-catolici.
La data de 1 decembrie 1948 biserica a fost trecută forțat prin Decretul nr. 358 la cultul ortodox (Biserica Ortodoxă I). După anul 1948, biserica a suferit modificări arhitectonice, primind totodată hramul „Adormirea Maicii Domnului”.

## Galerie de imagini

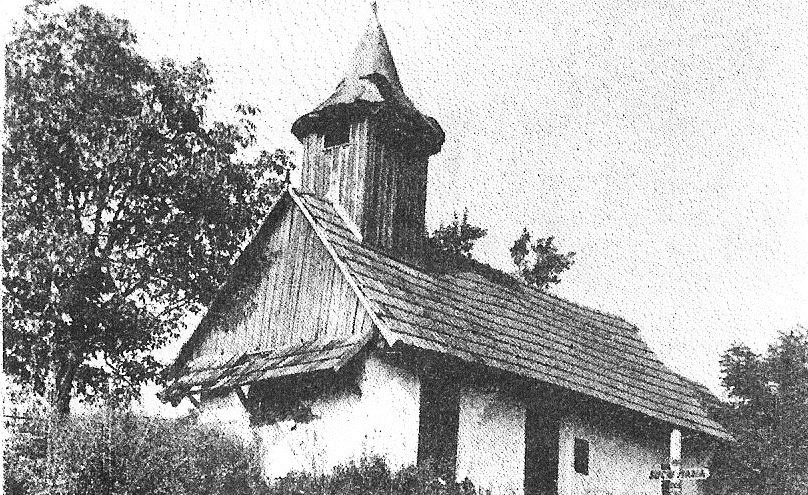
Vechea Biserică Greco-Catolică de lemn din Câmpia Turzii (Ghiriş-Arieş), mutată la Călăraşi